# Carex clavata
Espèce
Classification phylogénétique
Statut de conservation UICN

 LC  : Préoccupation mineure
Carex clavata est une espèce des plantes du genre Carex et de la famille des Cyperaceae. Elle est aussi connue sous le nom de laîche en maffue. Elle est appelée "herbe des marais" en anglais (swamp grass).

## Description
Il s'agit d'une plante vivace, touffue. Elle peut mesurer jusqu'à 1,7m. Ses feuilles ont un aspect similaire à celui de graminées. Ainsi son inflorescence est semblable à un épillet de couleur brune à rougeâtre. Sa tige est triangulaire et ses feuilles sont larges.
Sa période de floraison s'étend de Septembre à Novembre. 

## Répartition et écologie
Carex clavata est endémique d'Afrique du Sud. Il s'agit d'une plante vivant dans les zones humides, de faible altitude, sous un climat froid à tempéré. On peut ainsi, par exemple, retrouver cette espèce aux abords de marais, de landes ou de mares forestières.
Il est à noter que cette espèce regroupe plusieurs variétés différentes.